# .357 Magnum
Kaliber .357 Magnum er en type revolverammunition udviklet af Elmer Keith, Phillip Sharpe og D. B. Wesson fra våbenfabrikanten Smith & Wesson. .357 Magnum er baseret på Smith & Wessons .38 Special ammunition, og er grundlæggende set blot en udgave af denne med en kraftigere drivladning. .357 kom på markedet i 1934 og er blevet en populær revolverkaliber siden da.
.357 Magnum har mundingshastigheder på 375 – 440 m/s alt efter projektilvægt.

## Synonymer
- .357
- 357
- .357 mag
- .357 S&W Magnum
- 9x33mmR